# Karim Achoui
Karim Achoui (en berbère : ⴽⴰⵔⵉⵎ ⵄⵛⵡⵉ, en arabe : كريم عشوي), est un ancien avocat franco-algérien, radié du barreau de Paris en 2015 en raison de manquements déontologiques. Il est né le 7 octobre 1967 à Boulogne-Billancourt (Hauts-de-Seine). Sa notoriété repose sur ses prétendus liens avec le milieu français et son implication dans diverses affaires, ce qui lui a valu le surnom médiatique d'« avocat des voyous ». Il est également le fondateur de la Ligue de défense judiciaire des musulmans.

## Biographie

### Jeunesse et études
Karim Achoui naît à Boulogne-Billancourt au sein d'un milieu modeste : sa mère est assistante maternelle et son père employé chez Renault, tous deux arrivés de Kabylie en Algérie. Il étudie le droit et la médecine en parallèle, avant de choisir de s'orienter définitivement en droit, et de se préparer à la profession d'avocat. Il devient avocat pénaliste, commençant à plaider en 1993 à Paris. Il s'associe avec une ancienne relation. Il apparaît dans l'affaire Patrick Dils, aux côtés de maître Jacques Vergès. En 2000, il ouvre son propre cabinet.

### Carrière

#### Débuts de parcours
Karim Achoui commence sa carrière d'avocat à la Cour de Paris en janvier 1993. Il s'associe alors à son ancien maître de conférences, Jean-Marc Florand, qu'il a connu sur les bancs de la faculté de Paris XII Saint-Maur.
Dans le cabinet de Jean-Marc Florand, Karim Achoui travaille sur certains dossiers de Jacques Vergès dont par exemple l'affaire Patrick Dils, qui, jugé coupable du meurtre de deux enfants en 1989, avait été condamné a perpétuité. À la suite de l'apport de nouveaux éléments au dossier, Patrick Dils sera acquitté le 24 avril 2002.

#### Dossiers
Karim Achoui ouvre son propre cabinet en 2000 et obtient plusieurs succès qui seront médiatisés, notamment un non-lieu pour Michel Lepage dit « le Gros », un poids lourd du « gang de la banlieue sud », la libération de Marc Hornec, alias « le Forain », l'un des trois frères de la famille de Montreuil-sous-Bois. Plusieurs islamistes ont aussi eu recours à ses services, ce qui aurait suscité l’intérêt de la Direction de la surveillance du territoire.
Karim Achoui aurait compté parmi ses clients Karl Zéro, Jamel Debbouze, Richard Gasquet, les frères Hornec, Romane Bohringer, Farid Khider et Christine Chauvet[source insuffisante].
En novembre 2005, Karim Achoui défend Sami Naceri. Celui-ci avait lancé un cendrier au visage d’une styliste dans un bar en novembre 2006. L'acteur est condamné à 10 mois de prison ferme en septembre 2007.

### Tentative d'assassinat
Karim Achoui est blessé par deux tirs par balles le 22 juin 2007 en sortant de son cabinet parisien. Il quitte l'hôpital européen Georges-Pompidou après une hospitalisation d'une quinzaine de jours, où il a failli y laisser la vie selon les médecins.
Peu de temps avant son agression, il aurait, selon lui, fait part au bâtonnier de l'Ordre des avocats de Paris d'une tentative d'infiltration de son cabinet par la police. Il a expliqué : « Le 4 juin, j'ai été informé que l'une de mes secrétaires renseignait un service de police. J'ai informé le bâtonnier et licencié la secrétaire. Je suis persuadé que l'attentat contre moi est lié à cette infiltration. »
Dans l'affaire de son agression, quatre personnes sont interpellées. L'une d'elles, Ruddy Terranova, s'avère être un indicateur de la police qui est inscrit, entre novembre 2006 et le 20 octobre 2007, au bureau central des sources du Service interministériel d'assistance technique dont il est renvoyé en raison de son « instabilité et versatilité chroniques ». Il est reconnu par Achoui comme étant le tireur. Les trois autres hommes sont considérés comme appartenant au grand banditisme et comme n'ayant eu qu'un rôle d'intermédiaires.
En septembre 2008, dans un second livre intitulé Un avocat à abattre (voir infra) (son précédent ouvrage, L'Avocat du milieu (voir infra), ayant été publié en mars 2008), Achoui écrit à ce sujet : « Une frange de la police, plus particulièrement versaillaise, a trempé jusqu’au cou dans mon affaire », avant de citer le nom d'un commissaire de la police judiciaire de Versailles. Ce dernier a réclamé l'interdiction de l'ouvrage, mais le juge ne l'a pas fait en raison de deux vices de forme. À la demande du syndicat policier Synergie,, le ministre de l'Intérieur Michèle Alliot-Marie dépose plainte contre Karim Achoui pour « diffamation envers la police nationale » à la suite d’une interview de l'intéressé parue dans France-Soir le 10 septembre 2008 et dans laquelle il donne le nom du commissaire. De son côté, le commissaire dépose une dizaine de plaintes en diffamation contre le livre de Karim Achoui et contre les médias qui ont évoqué cette accusation et obtient la condamnation de l'ex-avocat pour diffamation. Il affirme qu'en guise de complot policier, « la réalité, c'est qu'il s'agit d'un complot de voyous pour des raisons de voyous ».
Au procès des agresseurs présumés, l'instruction présente des courriers saisis auprès de ceux-ci qui tendent à montrer que l'agression aurait été justifiée par des motifs financiers. La thèse d'un complot d'un policier n'est pas retenue. Les accusés, défendus par Clarisse Serre et Michel Konitz sont acquittés par la cour d'appel de Paris le 4 octobre 2013.

### Critique de l'état d'urgence
En novembre 2015, Karim Achoui critique l'état d'urgence, dont il considère, que, tel qu'il est appliqué, il porte atteinte aux valeurs républicaines, à la liberté, et qu'il constitue une véritable antinomie au droit, et bafoue le pouvoir de l'autorité juridique. Il rédige une tribune avec l'avocat Asif Arif, dans le Nouvel Observateur en janvier 2016, à l'annonce par le Premier ministre, Manuel Valls, du prolongement de l'état d'urgence.

### Retour comme avocat aux tribunaux français
Radié de l’ordre en France, mais inscrit au barreau d’Alger, Karim Achoui est autorisé le 28 janvier 2016 en vertu des accords d'Évian à plaider en France. En janvier 2016, il assure  la défense de Jean-Luc Lahaye contre Julie Pietri,.
En septembre 2017, il est placé en garde à vue pour « exercice illégal de la profession d'avocat ».
En 2024, lors de son procès en correctionnel, il a été reconnu coupable d’exercice illégal de la profession d’avocat (la convention franco-algérienne de 1962 visant à « permettre une activité ponctuelle en France aux avocats algériens [et non à] organiser la poursuite de ses activités en France par un ancien avocat français radié définitivement ») et d’abus de confiance.

## Affaires le concernant
Le 15 décembre 2008, Karim Achoui est condamné par la cour d'assises de Paris à une peine de sept ans de prison pour complicité de tentative de meurtre, complicité d'évasion d'Antonio Ferrara et association de malfaiteurs. Il interjette appel de cette décision et a été remis en liberté sous caution le 5 février 2009. Pendant cette liberté provisoire, à la suite d'un arrêt rendu par la cour d'appel de Versailles et confirmé par la Cour de cassation, dans le cadre d'un faux commis au préjudice de son ex-femme, Yacout Bouzeiene, qui est la mère de son fils et la cousine d'Imed Mohieddine, fiché au grand banditisme, dit « Jo » ou « l'Indien », il n'a plus le droit d'exercer sa profession d'avocat pour cinq années.
Dès lors, avec le comédien Smaïn, il se reconvertit dans la restauration avec l'ouverture en collaboration d'un établissement appelé le « Zarma des Prés » à Paris. Son frère l'accuse d'avoir utilisé frauduleusement sa signature et portera plainte. Ce dernier a par la suite reconnu son erreur et le parquet a classé l'affaire. Le 22 octobre 2010, il est finalement acquitté par la cour d’assises d’appel de Paris.[réf. souhaitée]
Le 4 mai 2012, la cour de cassation rejette son pourvoi contre l'arrêt de la cour d'appel de Paris qui l'avait radié du tableau de l'ordre des avocats pour de graves infractions à la discipline. L'Ordre des avocats de Paris avait invoqué les « nombreux manquements déontologiques » de l'avocat.
Le 20 mai 2012, il est relaxé dans l'affaire de menaces et violences sur sa petite amie, laquelle, par le biais d'une lettre d'aveu adressée à la cour, retire sa plainte.

### Mises en examen et condamnations personnelles

#### Violences conjugales
En 2012, le tribunal correctionnel de Paris a relaxé Karim Achoui, que son ex-compagne Naelle avait accusé de « violences » conjugales et « menaces de mort » en mars 2011, avant de changer d’avis et de retirer sa plainte. Ces violences ont été décrites par son ancienne compagne avec une arme à plusieurs reprises. « Tu vas crever », lui aurait-il dit en enfonçant sa tête dans un oreiller. Ces disputes répétées auraient dégénéré le 16  mars 2011 dans un restaurant parisien et qui ont causé dix jours d’ITT à sa petite amie.

#### Extorsion de fonds
En 2005, Karim Achoui est mis en examen pour subornation de témoin dans une affaire d'extorsion de fonds commise par le clan Hornec en 2002. Il aurait exercé des pressions sur un témoin pour qu'il retire sa plainte selon un policier. Il bénéficie d'un non-lieu.[réf. souhaitée]

#### Blanchiment d'argent
Le 20 septembre 2007, Karim Achoui est placé en garde à vue dans une affaire de blanchiment d'argent. Le parquet de Meaux avait ouvert une information judiciaire en 2006 à la suite de la vente d'un commerce appartenant à une figure du grand banditisme assassinée. Il est soupçonné d'avoir perçu une commission lors de la vente de ce commerce. Il est finalement relaxé par le tribunal correctionnel de Meaux et innocenté dans cette affaire de blanchiment.

#### Complicité de faux
En 2004, Karim Achoui est poursuivi pour avoir utilisé la signature de sa femme, à son insu, afin de monter une société de vente de chaussures . À ce titre, il est accusé de « complicité de faux, fourniture d'indication fausse ou incomplète en vue d'une immatriculation au registre du commerce et des sociétés et exécution d'un travail dissimulé ». Le 22 juin 2007, il est condamné à un an de d'emprisonnement avec sursis, 10 000 € d'amende et 5 années d'interdiction d'exercer la profession d'avocat.
Le jugement en appel aboutit le 20 février 2008 à l'aggravation de sa condamnation à 1 an de prison avec sursis, 20 000 € d'amende et 5 années d'interdiction d'exercer la profession d'avocat. Cet arrêt est devenu définitif à la suite du rejet de son pourvoi le 14 janvier 2009 par la chambre criminelle de la Cour de cassation.
Il est placé un temps en liquidation judiciaire par le tribunal de grande instance de Paris, pour un passif déclaré supérieur à 500 000 euros auprès de ses créanciers[réf. nécessaire].

### Évasion d'Antonio Ferrara
Karim Achoui, avocat d’Antonio Ferrara en 2003, est soupçonné d’avoir participé à l’évasion de ce dernier de la maison d'arrêt de Fresnes, en donnant le « top départ » de l’opération par l'intermédiaire d'un de ses collaborateurs, lors d'un parloir. Il est interpellé le 28 novembre 2005 par l'Office central pour la répression du banditisme et mis en examen le soir même pour « complicité d'évasion » et laissé en liberté sous contrôle judiciaire contre versement d’une caution de 30 000 € à régler en deux fois.
Il est jugé par la cour d'assises de Paris durant les mois d'octobre à décembre 2008. L’accusation s’appuie notamment sur plusieurs écoutes téléphoniques : lors d'une conversation entre les complices de l’évasion d'Antonio Ferrara, l’un d’eux dit : « On passera par le baveux pour faire passer le feu vert au petit » (surnom de Ferrara) ; lorsque l’un des membres du commando cherchait un médecin pour soigner un blessé à la suite de l’opération : « Il a un médecin, Achoui ? ».
Il est condamné dans la nuit du 14 au 15 décembre 2008 à une peine de sept ans de prison et placé en détention,. Ses avocats, Patrick Maisonneuve et Francis Szpiner, font appel. Karim Achoui est libéré sous caution le 4 février 2009. La caution de 50 000 € est versée dans la journée par Rachid Nekkaz et Jean-Bruno Roumégoux, président de la « Coordination nationale des prisonniers sans preuves ».[réf. souhaitée]
Le 22 octobre 2010, il est acquitté en appel par la cour d'assises de Paris, à la suite de l'arrêt rendu en première instance par la première cour d'assises.
Après son acquittement, l'État lui verse 1 million d'euros au titre d'indemnité pour le préjudice moral subi.[réf. nécessaire]
Il est indemnisé de 600 000 euros pour sa détention arbitraire à la prison de Nanterre au quartier d'isolement. Cependant, Karim Achoui connait trois années de contrôle judiciaire avant son acquittement[réf. nécessaire].

### Radiation du barreau de Paris
En 2011, Karim Achoui est radié du barreau de Paris par un arrêt rendu par la cour d'appel de Paris le 13 janvier qui infirme totalement la décision du conseil de discipline de l'Ordre des avocats de Paris qui avait jugé qu'il ne pouvait plus être puni. Les magistrats retiennent qu'il a illégalement perçu, au moyen d'un faux document imitant la signature d'un client, la somme de 1 501 euros qui devait revenir à celui-ci.
La cour d'appel lui a également reproché d'avoir employé des personnes qui n'étaient pas déclarées (secrétaire et femme de ménage).[réf. souhaitée]
Les juges ont enfin considéré que ces faits, ajoutés à sa condamnation en 2008 à la peine d'un an d'emprisonnement avec sursis pour complicité de faux, étaient incompatibles avec la profession d'avocat et justifiait la radiation du tableau de l'ordre des avocats au barreau de Paris. Karim Achoui forme un pourvoi en cassation qui est rejeté par la première chambre civile de la Cour de cassation le 4 mai 2012, rendant ainsi définitive la décision de la cour d'appel.
Cependant, étant depuis devenu avocat en Algérie et en vertu des accords d'Évian de 1962 qui permet à des avocats inscrits en Algérie de plaider à nouveau en France, il peut à nouveau exercer dans ce pays, à condition que la justice ne s'y oppose pas. Dans une affaire de détention et de stupéfiants, la cour d'appel d'Aix-en-Provence lui a par exemple interdit de plaider. Il doit cependant rester inscrit au barreau d'Alger, son activité en France devant rester secondaire. Des ambiguïtés concernant ce nouveau statut et son usage par Karim Achoui conduisent à ce que soit saisi le procureur de la République.
En 2016, il s'implique dans les procédures judiciaires suivant la mort d'Adama Traoré, bien qu'une partie de la famille du jeune homme décédé le récuse.
En septembre 2017, il est placé en garde à vue pour « exercice illégal de la profession d'avocat ». Le 5 février 2024, le tribunal correctionnel le condamne à 18 000 euros de jours-amende pour avoir exercé illégalement la profession d'avocat entre 2015 et 2016. Le tribunal souligne que la convention franco-algérienne de 1962 qui permet aux avocats inscrits à un barreau d’Algérie d'exercer en France ne constitue pas une disposition qui ferait qu'« un avocat algérien radié en France (aurait) plus de droit qu’un avocat français interdit d’exercer ».

### Autres pays

#### Algérie
Le 11 décembre 2014, le Conseil de l'ordre algérien décide d'admettre Karim Achoui à la profession d'avocat. Le 14 février 2015, Karim Achoui redevient avocat en Algérie, où il prête serment. Il plaide également à la Cour d'assises et à la Cour suprême de Rabat, ainsi qu'à Casablanca. Il est autorisé à plaider au Maroc par le ministère de la Justice du pays.[réf. souhaitée]

#### Ukraine
Début 2016, il plaide pour un étudiant marocain accusé de l'homicide de son camarade et compatriote en Ukraine.

#### Bangladesh
En décembre 2015, Karim Achoui défend l'un des membres d'une association islamique, Barakacity qui avait été arrêté et fait prisonnier au Bangladesh pour « activités suspectes en lien avec le terrorisme ». Moussa Tchantchuing, converti à l'Islam, était allé auprès des Rohingya, une minorité musulmane. Le 1er mars 2016, Karim Achoui, Me Samim Bolaky et des avocats locaux, obtiennent sa libération conditionnelle sous caution avec interdiction de sortir du territoire, après deux mois d'incarcération,. Le 24 juillet 2016, les poursuites du ministère public bangladais pesant contre Moussa sont abandonnés ; il est libre et peut retourner en France[réf. nécessaire]. Le frère de Moussa affirme pourtant que Karim Achoui s'est auto-mandaté pour le défendre et n'avait pas été choisi par la famille, étant là pour « faire le buzz » et finalement desservant le dossier en lui-même, ce que nie Karim Achoui.

#### Thaïlande
Il défend Rachid Zahoum, incarcéré à Pattaya (Thaïlande) depuis le 11 janvier 2015 et poursuivi dans une affaire de trafic de cartes bleues. Sa sœur Lena Zahoum affirme pourtant « vivre un calvaire » depuis qu'il est chargé du dossier, critiquant ses pratiques et des frais jugés excessifs qui l'auraient ruinée. Il a porté plainte pour diffamation et sera défendu par l'avocat Nicolas Gardères, connu pour ses liens avec l'extrême droite. Un non-lieu est prononcé à la suite de la plainte pour diffamation.
Une plainte contre Karim Achoui pour abus de confiance est déposée par Lena Zahoum, plainte qui aboutit à sa condamnation début 2024.

## Observatoire d'étude des sectes
Associé à un groupe de juristes et d’hommes de loi, Karim Achoui participe à la création d’un organisme en avril 1996 : l’Observatoire national d’études des sectes. Maitre Achoui, vice-président de l’association de juristes, explique que cet observatoire étudiera les sectes répertoriées en France « en commençant par les douze plus importantes parmi lesquelles figurent AUCM, AICK, IVI, Église de scientologie, Témoins de Jéhovah ». Cette structure officielle réunit juristes et psychiatres.

## Ligue de défense judiciaire des musulmans
En avril 1996, accompagné de spécialistes du monde du droit, Karim Achoui fonde un observatoire afin d’étudier les religions minoritaires au sein de la société française, selon lui dans « un esprit objectif, indépendant et scientifique » pour étudier les pratiques et la doctrine des religions minoritaires, effectuer des recherches sur chaque mouvement, contrôler les informations qui circulent dans les médias sur les minorités religieuses et établit un rapport annuel sur les tendances concernant ces minorités.
En 2013, il fonde la Ligue de défense judiciaire des musulmans (LDJM). La même année, il attaque l'hebdomadaire Charlie Hebdo qui a réalisé une couverture satirique sur le Coran. Il attaque également le maire de Chalon-sur-Saône qui voulait supprimer les menus alternatifs en cas de présence de porc dans un plat de cantines scolaires.

## Publications
- Avec Jean-Marc Florand (préf. Jean-Pierre Michel), Homosexuels, quels sont vos droits ? Le premier guide juridique et pratique, Paris, LGDJ, 1993, 118 p. (ISBN 2-275-00474-2, OCLC 123246762)
- L'Avocat du milieu, Paris, éd. Privé, 13 mars 2008 (ISBN 978-2-35076-079-7 et 2-35076-079-0)Achoui s'est donné le surnom d'« avocat du milieu » en raison des liens qu'on lui prête avec le milieu du crime.
- Un avocat à abattre, Paris, Le Cherche midi, coll. « Document », 19 septembre 2008, 185 p. (ISBN 978-2-7491-1298-5 et 2-7491-1298-2)Livre faisant suite à sa tentative d'assassinat. Karim Achoui y défend la thèse d'un complot organisé par une branche de la police qui lui serait hostile.
- Numéro écrou 31208, Paris, Le Cherche midi, coll. « Document », 20 mai 2009, 218 p. (ISBN 978-2-7491-1514-6)Le journal de son incarcération.
- Musulmans, quels sont vos droits ?, Hors lignes Éditions, 19 octobre 2013 Guide pratique « pour apporter des réponses concises mais techniques aux questions que ceux qui ont l'islam pour religion se posent aujourd'hui en France ».

## Filmographie
- En 2013, Karim Achoui participe au téléfilm réalisé par Guillaume Nicloux, L'Enlèvement de Michel Houellebecq. Il y interprète son propre rôle d'avocat ; il est l'avocat qui vient payer la rançon de l'écrivain. C'est initialement Jacques Vergès qui devait jouer le rôle, finalement confié à Karim Achoui.[réf. nécessaire]
- Il joue son propre rôle dans le film inspiré de son livre Un avocat à abattre [Quand ?], réalisé par Bibi Nacéri. Le film retrace sa tentative d'assassinat.
- En 2023, il joue le rôle de l'avocat de l'adolescent Théo dans L'Été dernier de Catherine Breillat.

## Divers
- Karim Achoui possède la robe d'avocat de François Mitterrand. Il l'a achetée 8 000 euros aux enchères. Il en a fait don à un confrère, Francis Szpiner, son avocat[56].
- En septembre 2010, il est classé par le magazine GQ 30ème parmi les 30 « avocats les plus puissants de France »[57].